# 郦疥
郦疥（前3世纪—前133年），西汉初年高阳（今河南省杞县）人，刘邦謀臣郦食其之子。

## 生平
郦食其游说齐王田广歸順漢朝，但韓信繼續攻擊齊國，田廣大怒，將郦食其烹杀。郦疥曾数次率兵跟随刘邦征战。
汉高帝十二年（前195年），刘邦平定英布叛乱，赏赐功臣，思念郦食其，封为高梁侯，後來封於武遂。
汉武帝元光二年（前133年），郦疥去世，谥号共。其子郦勃袭封高梁侯。郦勃子郦平在前122年病死，因为犯罪国除。